# يانيز برايكوفيتش
يانيز برايكوفيتش (بالسلوفينية: Jani Brajkovič)‏ مواليد 18 ديسمبر 1983 في متليكا، هو دراج سلوفيني. شارك في دورة الألعاب الأولمبية الصيفية.

## سجل النتائج

### المراكز
- حقق المركز الـ 9 في طواف كاليفورنيا 2010
- حقق المركز الـ 3 في طواف يوتا 2011
- حقق المركز الـ 7 في باريس-نايس 2011
- حقق المركز الـ 7 في طواف روماندي 2011
- حقق المركز الـ 7 في كريثيديا دو دوفين 2012
- حقق المركز الـ 9 في سباق طواف فرنسا 2012
- حقق المركز الـ 9 في طواف روماندي 2012
- حقق المركز الـ 4 في طواف أبو ظبي 2015

## روابط خارجية
- يانيز برايكوفيتش على موقع الاتحاد الدولي للدراجات (الإنجليزية)
- يانيز برايكوفيتش على موقع أرشيف الدراجات (الإنجليزية)
- يانيز برايكوفيتش على موقع إحصائيات الدراجات الإحترافية (الإنجليزية)
- يانيز برايكوفيتش على موقع نسبة الدراجات (الإنجليزية)
- يانيز برايكوفيتش على موقع CycleBase (الإنجليزية)
- يانيز برايكوفيتش على موقع أوليمبيديا (الإنجليزية)